# 部班
部班（ぶはん）とは、馬術の練習法の一つ。いわゆるグループレッスンであり、馬が前の馬についていくという習性を利用したもので、「部班運動」とも呼ばれる。また、馬場馬術競技において、個人でなく集団で行うものも部班と呼ばれる 。
指導者の号令に従い、複数の人馬が同時に運動する。指導者にとっては限られたスペースの中で複数頭の馬を同時に運動させることになるため効率的であるとともに、注意力も要求される。
騎乗者は馬の細かい制御の技術を身に付けることができる。
部班の号令は、人によって多少の違いはあるが基本的な決まりがある。

## 主な運動
- 輪乗り - 蹄跡から輪を描いて円周上を進むこと[4]
- 巻乗り - 直径が 6メートル、8メートル、または10メートルの輪乗りを巻乗りという[4]
- 山形乗り - 中央線に入り左右にジグザグに動く[5]